# Estelle Henderson Kelso
Katharine Estelle Kelso geb. Henderson (* 2. Mai 1911 in Washington, D.C.; † 5. August 1987 in Arlington, Virginia) war eine US-amerikanische Ornithologin und Botanikerin. Ihr botanisches Kürzel ist „E.H.Kelso“.

## Leben und Wirken
Katharine Estelle Kelso war die Tochter von Everett Hagen Henderson (1884–1954) und Bessie Estelle Henderson geb. Davis (1883–1970). Sie heiratete am 10. Juni 1933 Leon Hugh Kelso. Aus der Ehe gingen der Sohn Edward Wilson Kelso (1939–2004) und die Tochter Gwendolyn Lee Kelso (1935–2012) hervor.
Zusammen mit ihrem Mann publizierte sie im Jahr 1934 A key to species of American owls. Sie und ihr Mann widmeten Harry Moody Clark (1877–1947) den wissenschaftlichen Namen der Nacktbein-Kreischeule. Bei der Erstbeschreibung der Schreieulen-Unterart Pseudoscops clamator oberi ehrte sie den US-amerikanischen Naturforscher Frederick Albion Ober (1849–1913), der das Typusexemplar im August 1878 auf Tobago gesammelt hatte. Ihre botanischen Publikationen sind auf Pflanzen aus den Rocky Mountains beschränkt. Während ihr Mann weiter wissenschaftlich publizierte, zog sich Katharine Estelle ab ca. 1937 aus der Wissenschaft zurück. Ihre wissenschaftlichen Ambitionen scheinen sich auf einen Zeitraum zwischen 1933 und 1937 zu beschränken.

## Erstbeschreibungen von Katharine Estelle Kelso
Kelso hat auch zusammen mit anderen Autoren einige Unterarten, die neu für die Wissenschaft waren, beschrieben.

### Vogelarten
Zu den Vogelarten gehören chronologisch u. a.:
- Nacktbein-Kreischeule (Megascops clarkii (Kelso, L & Kelso, EH, 1935))

### Vogelunterarten
Zu den Vogelarten gehören chronologisch u. a.:
- Schreieulen-Unterart (Pseudoscops clamator oberi (Kelso, EH, 1936))

### Pflanzenvarietäten
Außerdem beschrieb sie folgende Varietäten:
- Artemisia pattersonii var. glabrior E.H.Kelso
- Artemisia scopulorum var. aggregata E.H.Kelso
- Artemisia tripartita var. hawkinsii E.H.Kelso
- Astragalus succulentus var. paysonii E.H.Kelso
- Astragalus sulphurescens var. pinicola E.H.Kelso
- Atragene columbiana f. albescens E.H.Kelso
- Castilleja brachyantha var. subinflata E.H.Kelso
- Castilleja pulchella var. acutina E.H.Kelso
- Ceanothus greggii var. orbicularis E.H.Kelso
- Disporum trachycarpum var. subglabrum E.H.Kelso
- Eriogonum annuum f. roseum E.H.Kelso
- Ipomoea leptotoma var. wootonii E.H.Kelso
- Lathyrus incanus f. albidus E.H.Kelso
- Leucocrinum montanum var. fibrosum E.H.Kelso
- Muhlenbergia filiformis var. fortis E.H.Kelso
- Salix brachycarpa var. alticola E.H.Kelso
- Salix lutea var. desolata E.H.Kelso
- Salix monticola var. neomexicana E.H.Kelso
- Salix petrophila f. graminifolia E.H.Kelso
- Salix pseudolapponum var. subincurva E.H.Kelso

### Hybride
Auch die Hybride wurde von ihr beschrieben:
- Salix × solheimii E.H.Kelso => Salix dodgeana × Salix nivalis

### Synonyme
- Rhinoptynx clamator mogenseni Kelso, L & Kelso, EH, 1935 => Schreieule-Unterart (Pseudoscops clamator midas (Schlegel1863))
- Ciccaba virgata eatoni Kelso, L & Kelso, EH, 1936 => Sprenkelkauz-Unterart (Strix virgata centralis (Griscom, 1929))
- Otus vermiculatus huberi Kelso, L & Kelso, EH, 1936 => Watsonkreischeule (Megascops watsonii (Cassin,  1849))
- Strix indranee rileyi Kelso, EH 1937=> Malaienkauz-Unterart (Strix leptogrammica maingayi (Hume, 1878))
- Tacitathena Kelso, L & Kelso, EH, 1937 => Strix Linnaeus, 1758

## Publikationen (Auswahl)
- Notes on Rocky Mountain plants. In: Rhodora. Band 35, 1933, S. 347–348 (biodiversitylibrary.org).
- mit Leon Hugh Kelso: A Key to Species of American Owls with a list of the Owls of The Americas. In: Biological Leaflet. Nr. 4, November 1934, S. 1–101 (babel.hathitrust.org).
- Notes on Rocky Mountain plants. In: Rhodora. Band 36, 1934, S. 195–196 (biodiversitylibrary.org).
- mit Leon Hugh Kelso: Supplement to a key to species of American Owls. In: Biological leaflet. Nr. 5, 8. November 1935, S. 1–2 (nrm.se [PDF; 90 kB]).
- Notes on Rocky Mountain plants. In: Rhodora. Band 37, 1935, S. 226–227 (biodiversitylibrary.org).
- mit Leon Hugh Kelso: A new Rhinoptynx from Argentina. In: The Auk. Band 52, Nr. 4, Oktober 1935, S. 450–452 (englisch, unm.edu [PDF; 146 kB]).
- mit Leon Hugh Kelso: The Relation of Feathering of Feet of American Owls to Humidity of Environment and to Life Zones. In: The Auk. Band 53, Nr. 1, Januar 1936, S. 51–56 (englisch, unm.edu [PDF; 341 kB]).
- A New Striped Owl from Tobago. In: The Auk. Band 53, Nr. 1, Januar 1936, S. 82 (englisch, unm.edu [PDF; 70 kB]).
- mit Leon Hugh Kelso: A New Ciccaba from Southeastern Mexico and Northern Guatemala. In: The Auk. Band 53, Nr. 2, April 1936, S. 215–216 (englisch, unm.edu [PDF; 143 kB]).
- mit Leon Hugh Kelso: The value and identification of Owls in the Rocky Mountain Region. In: Biological Leaflet. Nr. 6, 24. Juli 1936, S. 1–6.
- mit Leon Hugh Kelso: A New Screech Owl from Colombia. In: The Auk. Band 53, Nr. 4, Oktober 1936, S. 448 (englisch, sora.unm.edu [PDF; 67 kB]).
- Notes on Rocky Mountain plants. In: Rhodora. Band 38, 1936, S. 298–300 (biodiversitylibrary.org).
- mit Leon Hugh Kelso: Supplement to the synopsis of the American Wood Owls of the Genus Ciccaba. In: Biological Leaflet. Nr. 7, 15. Januar 1937, S. 1.
- Notes on Rocky Mountain plants. In: Rhodora. Band 39, 1937, S. 149–151 (biodiversitylibrary.org).